# Reaktive Transportmodellierung
Unter der reaktiven Transportmodellierung versteht man die Berechnung von Prozessen in porösen oder geklüfteten Festkörpern, die durch Transportvorgänge in den Poren oder Hohlräumen und damit verbundene chemische Reaktionen bestimmt werden. Teilweise werden auch die Begriffe reaktive Stofftransportmodellierung, Reaktiver Transport oder auch Transport-Reaktions-Simulation verwendet. Die Simulationen dienen zur Prognose von zeitabhängigen Veränderungen des Festkörpers und des in den Poren befindlichen Stoffes (Flüssigkeit oder Gas). Durch die reaktive Transportmodellierung können Prozesse besser verstanden werden, wenn sie entweder im Laborexperiment nur schwer oder gar nicht zugänglich sind, auf einer großen Skala im Feld ablaufen oder von so langer dauer sind, dass die nicht beobachtet werden können. Typische Anwendungsfelder sind die Simulation der Grundwasserströmung mit reaktiven Komponenten, z B. der Abbau von Nitrat, die Ausbreitung von Radionukliden im Bereich eines Endlagers, oder die Leckage von CO2 in oberflächennahe Grundwasserleiter bei einer CO2-Speicherung. Reaktive Modellierungen werden ebenfalls in der Materialwissenschaft angewendet.

## Simulation chemischer Reaktionen
Die rechnerische Simulation einer chemischen Reaktion beginnt damit, einem Volumen (das chemische System) eine chemische Ausgangs-Zusammensetzung, einen Druck und eine Temperatur zuzuweisen. Anschließend berechnet man die thermodynamisch stabile chemische Zusammensetzung (stabiler Phasenbestand). Die Differenz zwischen der Ausgangs-Zusammensetzung und der thermodynamisch stabilen Zusammensetzung ist die ablaufende chemische Reaktion. Ein allgemeinerer Ansatz berechnet die chemische Reaktion nicht für ein thermodynamisches Gleichgewicht, sondern auf Basis von zeitlichen Reaktionsraten, also unter Berücksichtigung der Reaktions-Kinetik.
Zur Berechnung der thermodynamisch stabilen Phasen stehen zwei Berechnungsmethoden zur Verfügung: Zum einen kann mithilfe der Gleichgewichtskonstanten der Reaktionen unter Verwendung des Massenwirkungsgesetzes ein Gleichungssystem aufgebaut und gelöst werden ("law-of-mass-action" Ansatz, LMA). Diese Methode wird z. B. von den Codes EQ3/6, PHREEQC und The Geochemist's Workbench verwendet.
Der andere Weg beruht auf einer Optimierung der Gibbsschen Energie des chemischen Systems ("Gibbs Energy Minimization" – GEM). Diese Methode benutzt z. B. das Programm GEM-Selektor, FactSage und das Thermodynamikmodul des Programms Transreac. Für die GEM-Methode müssen keine chemischen Reaktionsgleichungen aufgestellt werden, sondern nur die an möglichen Reaktionen beteiligten Substanzen bekannt sein. Nebenbedingungen beider Methoden sind die Erhaltung der Massen und der Ladung im chemischen System.
Das Simulationsergebnis einer chemischen Reaktion hängt von den verwendeten thermodynamischen Daten wie z. B. Gleichgewichtskonstanten, Parameter für die Temperaturkorrektur und zur Berechnung von Aktivitätskoeffizienten ab. Die thermodynamischen Daten zeigen – bedingt durch die bei der Bestimmung der Daten verwendeten experimentelle Randbedingungen – eine gewisse Spannbreite, wodurch die mit diesen Daten berechneten Ergebnisse ebenfalls eine Spannbreite zeigen können, wenn unterschiedliche Datenbanken verwendet werden. Die durch diese Parameter verursachte Unsicherheit wird als Datenbank-Unsicherheit bezeichnet und wirkt sich auf die Prognosen aus, die mit den geochemischen Codes simuliert werden.
Die Simulation von chemischen Systemen mit hoch konzentrierten wässrigen Lösungen (hohe Ionenstärken) hängen stark von den verwendeten Aktivitätsmodellen (Gleichungen und Parameter) ab. Ein Modell, das eine sehr gute Übereinstimmung mit experimentellen Daten bei hohen Ionenstärken zeigt, ist das Pitzer-Modell.
Mit Reaktionsmodellen lassen sich häufig auch Reaktionspfadbetrachtungen durchführen, in dem einen System sukzessive Komponenten hinzugefügt oder entnommen werden. Ein Beispiel dafür ist die Simulation einer Titration. Man kann so den Verlauf von Reaktionen verfolgen, ohne allerdings an den Prozess eine Zeitskala anlegen zu können.

## Simulation von Transportprozessen
Transportprozesse in porösen Körpern werden über Differentialgleichungen beschrieben, die numerisch gelöst werden, z. B. über ein Differenzenverfahren oder die Finite-Elemente-Methode. Die Finite-Elemente-Methode hat Vorteile, wenn der zu betrachtende Körper eine komplizierte Geometrie hat. Häufig sind verschiedene Transportprozesse miteinander verbunden und können nicht unabhängig voneinander betrachtet werden. Ein Beispiel aus der Bauphysik: Der Wärmedurchgang durch Außenbauteile hängt stark von deren Feuchtegehalt ab, da die Wärmeleitfähigkeit der Baustoffe feuchteabhängig ist. Wärme- und Feuchtetransport können daher in der Regel nicht unabhängig voneinander betrachtet werden.
Folgende Transportprozesse und Effekte können auftreten:
- Diffusion von Gasen, z. B. Wasserdampfdiffusion
- Kapillartransport von Wasser und anderen Flüssigkeiten
- Strömungsprozesse (Permeation, Konvektion) von Flüssigkeiten und Gasen, einschließlich der damit verbundenen Dispersion
- Mehrphasenströmung
- Wärmeleitung
- Wärmetransport durch Wärmestrahlung
- Wärmetransport durch Strömungsprozesse in Flüssigkeiten und Gasen
- Feuchteübergang und Wärmeübergang an Grenzflächen von Festkörpern zu Gasen oder Flüssigkeiten
- Mitnahme von gelösten Stoffen beim Kapillartransport und bei der Strömung von Flüssigkeiten (Huckepacktransport)
- Diffusion gelöster Stoffe
- Transport gelöster Stoffe aufgrund eines Diffusionspotentials, das sich aufgrund der unterschiedlichen Diffusionsgeschwindigkeit der gelösten Stoffe aufbaut
- Transport gelöster Stoffe im elektrischen Feld (Elektrophorese)

## Veränderung von Transportkenngrößen durch die ablaufenden chemischen Reaktionen
Durch die ablaufenden chemischen Reaktionen werden Feststoffphasen aufgelöst oder neu gebildet. Dadurch kann sich das Porensystem und die Transportkenngrößen wie die Porosität und die Permeabilität verändern. Transport-Reaktions-Simulationen benötigen deshalb ein Modul, mit dem diese Veränderung von Transportkenngrößen beschrieben werden kann.

## Einfluss der chemischen Kinetik
Die Chemische Kinetik lässt sich auf Transportvorgänge der reagierenden Ionen von der Oberfläche des reagierenden Stoffes in die Lösung zurückführen. In einer reaktiven Transportmodellierung wird die Geschwindigkeit der Reaktionsprozesse im Wesentlichen über die Simulation der Transportprozesse in den Poren beschrieben, das heißt über den Transport von Ausgangsstoffen zum Reaktionsort bzw. von den Reaktionsprodukten zum Reaktionsort. Bei Betrachtung einer Zeitabhängigkeit ist es notwendig kinetische Reaktionen zu berücksichtigen, die z. B. auf die begrenzte Geschwindigkeit der Reaktion zwischen den Stoffen in der Pore und der damit in Kontakt stehenden Porenwandung zurückgehen.

## Reaktive Transportmodelle
Reaktive Transportmodelle fügen die zuvor beschriebenen Module zusammen, sodass über eine numerische Berechnung eine orts- und zeitabhängige Simulation der chemischen, hydraulischen, thermischen und mechanischen Prozesses möglich wird. Reaktive transportmodelle entstammen unterschiedlichen Bereichen. Das Programm PHREEQC kommt beispielsweise aus der Hydrogeochemie, berechnet aber nur 1-D Transport und geochemische Reaktionen. Das Programm OpenGeoSys kann verschiedene Codes koppeln und dadurch verschiedene Prozesse berechnen. Das Programm Transreac entstammt beispielsweise der Baustoffforschung. Transreac wurde später über die Einbettung in eine Monte-Carlo-Simulation zu einem probabilistischen Verfahren erweitert, mit dem auch die Streuungen der Ergebnisse berechnet werden können. Außerdem erfolgte eine Erweiterung zum adaptiven Modell, bei dem durch die Einbeziehung von Messdaten vom Bauwerk eine Verbesserung der Prognose des zukünftigen Bauteilverhaltens möglich ist. Zum Teil werden Transport-Reaktions-Modelle auch mit mechanischen Modellen gekoppelt, da z. B. eine einsetzende Rissbildung durch Korrosionsprozesse eine Rückwirkung auf die Transportprozesse hat. Um die Leistungsfähigkeit entsprechender Modelle zu umreißen, bedient man sich folgender Kurzzeichen:
- C – Simulation chemischer Prozesse
- T – Simulation thermischer Prozesse
- H – Simulation hydraulischer Prozesse, wobei es besser ist, hier allgemein von Stofftransport zu sprechen
- M – Simulation mechanischer Prozesse

## Anwendungen
Hauptanwendungen von Transport-Reaktions-Simulationen liegen im Bereich der Geochemie und der Baustofftechnologie. Die Geochemie nutzt das Verfahren zur Untersuchung der Wechselwirkungen zwischen Gesteinen bzw. Böden und den darin befindlichen Lösungen. Die Baustofftechnologie nutzt das Verfahren zur Untersuchung von Korrosionsprozessen von Bauteilen aus porösen Baustoffen. Entsprechende Simulationen werden jedoch auch in der Verfahrenstechnik und anderen Bereichen eingesetzt.

## Belege
1. 1 2 3 4  F. Schmidt-Döhl: Materialprüfung im Bauwesen. Fraunhofer irb-Verlag, Stuttgart 2013, ISBN 978-3-8167-8747-1.
2. ↑  EQ3/6-Übersicht. (PDF; 422 kB) Lawrence Livermore National Laboratory, USA, abgerufen am 3. November 2012.
3. 1 2  PHREEQC-Übersicht. U.S. Geological Survey, abgerufen am 3. November 2012.
4. ↑  Dokumentation GWB. Aqueous Solutions LLC, abgerufen am 13. Mai 2016.
5. ↑  GEM-Selektor-Übersicht. Paul Scherrer Institut, Schweiz, abgerufen am 3. November 2012.
6. ↑  C. W. Bale, P. Chartrand, S. A. Degterov, G. Eriksson, K. Hack: FactSage thermochemical software and databases. In: Calphad. Band 26, Nr. 2, 1. Juni 2002, S. 189–228, doi:10.1016/S0364-5916(02)00035-4 (sciencedirect.com [abgerufen am 17. November 2016]).
7. 1 2 3 4 5  F. Schmidt-Döhl: Ein Modell zur Berechnung von kombinierten chemischen Reaktions- und Transportprozessen und seine Anwendung auf die Korrosion mineralischer Baustoffe. (= Schriftenreihe des Instituts für Baustoffe, Massivbau und Brandschutz der TU Braunschweig. Heft 125). 1996, ISBN 3-89288-104-9. (zugleich: Braunschweig. TU, Dissertation, 1996)
8. 1 2  E. Rigo: Ein probabilistisches Konzept zur Beurteilung der Korrosion zementgebundener Baustoffe durch lösenden und treibenden Angriff. In: Schriftenreihe des Instituts für Baustoffe, Massivbau und Brandschutz, Heft 186, 2005, ISBN 3-89288-169-3, zugleich: Braunschweig. TU, Dissertation. 2005.
9. ↑  Craig M. Bethke: Geochemical and Biogeochemical Reaction Modeling. Cambridge University Press, 2007, ISBN 978-1-139-46832-9 (google.de [abgerufen am 17. November 2016]).
10. ↑  Irina Gaus, Pascal Audigane, Laurent André, Julie Lions, Nicolas Jacquemet: Geochemical and solute transport modelling for CO2 storage, what to expect from it? In: International Journal of Greenhouse Gas Control (= TCCS-4: The 4th Trondheim Conference on CO2 Capture, Transport and Storage). Band 2, Nr. 4, 1. Oktober 2008, S. 605–625, doi:10.1016/j.ijggc.2008.02.011 (sciencedirect.com [abgerufen am 17. November 2016]).
11. 1 2  Christoph Haase, Frank Dethlefsen, Markus Ebert, Andreas Dahmke: Uncertainty in geochemical modelling of CO2 and calcite dissolution in NaCl solutions due to different modelling codes and thermodynamic databases. In: Applied Geochemistry. Band 33, 1. Juni 2013, S. 306–317, doi:10.1016/j.apgeochem.2013.03.001 (sciencedirect.com [abgerufen am 17. November 2016]).
12. ↑  Christoph Haase: Hydrogeochemische Modellierung der CO2-Speicherung und -Leckage  in geologischen Formationen - Unsicherheiten verursacht durch thermodynamische Datenbanken und numerische Codes. 24. Mai 2016 (uni-kiel.de [abgerufen am 17. November 2016]).
13. ↑  Kenneth S. Pitzer: Thermodynamics of electrolytes. I. Theoretical basis and general equations. In: The Journal of Physical Chemistry. Band 77, Nr. 2, 1973, ISSN 0022-3654, S. 268–277, doi:10.1021/j100621a026.
14. ↑  Kenneth S. Pitzer, Guillermo Mayorga: Thermodynamics of electrolytes. II. Activity and osmotic coefficients for strong electrolytes with one or both ions univalent. In: The Journal of Physical Chemistry. Band 77, Nr. 19, 1. September 1973, ISSN 0022-3654, S. 2300–2308, doi:10.1021/j100638a009.
15. ↑  S. Bruder: Adaptives Modell der Dauerhaftigkeit im Zuge der Überwachung von Betonbauwerken. (= Schriftenreihe des Instituts für Baustoffe, Massivbau und Brandschutz. Heft 196). 2007, ISBN 978-3-89288-178-0. (zugleich: Braunschweig. TU, Dissertation, 2006)